# София крикет клуб
София крикет клуб е български отбор по крикет от град София.

## История
На 16 декември 2011 се провежда първото заседание на новосформирания Управителен съвет на София крикет клуб, на което се взема решение да се създаде и регистрира официално София Крикет Клуб.
От март 2012 София Крикет Клуб „Пиявиците“ има нов играещ треньор – австралиецът Стюърт Кларксън.

### Сезон 2011

#### Национален шампионат по крикет – 2011 г.
При първото си участие в Държавния шампионат по крикет, София клуб „Пиявиците“ завършва на второ място в турнира. Клубът печели срещу Крикет Клуб „Медик“ и „Ковачите“ от Габрово, и губи единствено от НСА.  НСА става шампион на България. Много силен турнир за „Пиявиците“ записват Ясен Петров, Едис Селимиснки и Вамши Кришна.

#### Купа България – 2011 г.
София КК „Пиявиците“ остава на третото място в турнира за Купата на България, като губи своите мачове от КК „Медик“ и НСА, и печели единствено срещу „Ковачите“ от Габрово.

### Турнир в зала, по случай 70-годишнината от основаването на НСА
Без особена подготовка и за първи път в своята история, на 18 март 2012, София Крикет Клуб участва в турнир в зала, по случай 70-годишнината от основаването на НСА. Тимът заема трето място от шест участника.

### Национален шампионат по крикет – 2012 г.
През 2012 година се провеждат поредица от отделни мачове, като на практика ефективен Национален шампионат във формата на Национална лига или турнир не се състои. Все пак Българската федерация по крикет провежда финален мач между НСА и Юнайтед КК, в който шампион става Юнайтед КК. Не е напълно ясно мястото на София КК, но може да се счита, че „Пиявиците“ заемат третото място в крайното класиране.

### Национален шампионат по крикет – 2013 г.
В началото на 2013 на работна среща в присъствието на капитаните на петте водещи отбора в България и представители на Българската федерация по крикет е взето решение шампионатът за 2013 да с епроведе във формата на Национална лига, в която всеки един отбор играе два или четири мача срещу другите отбори. Така или иначе тази идея не е реализирана. Националният шампионат се провежда в уикендите 19-20 октомври 2013 и 26-27 октомври 2013 г. „София“ КК губи първата си среща срещу „Юнайтед“ КК с 20 ръна, след което печели трудно срещу КК „Ковачите“ с 10 ръна, а в последната среща „Пиявиците“ печелят за първи път в своята история срещу многократния шампион НСА, успех с 1 уикет, 2 топки преди края на втория ининг. Така в крайното класиране три отбора са с еднакъв актив от точки, а второто място е за „София“ КК. Моралният шампион на България за 2013 е София КК, победил в последната среща НСА. 

### Шампион в зала на България за 2013
В рамките само на няколко месеца „София“ КК успява да победи за втори път „НСА“, като този път победата е в груповата фаза на финалния турнир на Държавното първенство в зала по крикет за 2013. Това носи първото място на „София“ КК в предварителната група и на финала по традиция е победен без проблеми тима на „Ковачите“ от Габрово.
Така София Крикет Клуб става шампион на България по крикет в зала за 2013 г.

## Състав

### Сезон 2011
| №  | Пост        | Играч                 |
| -- | ----------- | --------------------- |
| 7  | батсман     | Ясен Петров           |
| 2  | олраундър   | Ивайло Дунчев         |
| 3  | олраундър   | Панкадж Кaтейт        |
| 18 | боулър      | Алаксандър Радивоевич |
| 5  | олраундър   | Вамши Кришна          |
| 10 | боулър      | Стоян Янков (капитан) |
| 26 | батсман, УК | Йордан Грозданов      |

| №  | Пост      | Играч           |
| -- | --------- | --------------- |
| 5  | олраундър | Ашуин Петкар    |
| 66 | батсман   | Милен Павлович  |
| 9  | боулър    | Едис Селимински |
| 70 | боулър    | Атанас Топалов  |
| 11 | олраундър | Николай Дудин   |
| 12 | батсман   | Павел Китин     |
| 13 | батсман   | Чавдар Иванов   |
| 14 | батсман   | Стоян Йорданов  |

### Сезон 2012
| №  | Пост        | Играч                 |
| -- | ----------- | --------------------- |
| 7  | батсман     | Ясен Петров           |
| 3  | олраундър   | Ивайло Дунчев         |
| 13 | олраундър   | Панкадж Кaтейт        |
| 18 | боулър      | Алаксандър Радивоевич |
| 12 | олраундър   | Стюърт Кларксън       |
| 26 | батсман, УК | Йордан Грозданов      |

| №  | Пост          | Играч                 |
| -- | ------------- | --------------------- |
| 10 | боулър        | Стоян Янков (капитан) |
| 1  | батсман       | Милен Павлович        |
| 2  | боулър        | Едис Селимински       |
| 8  | боулър        | Атанас Топалов        |
| 5  | олраундър, УК | Нийл Джоунс           |
| 6  | олраундър     | Николай Дудин         |

### Сезон 2013
| №  | Пост        | Играч                 |
| -- | ----------- | --------------------- |
| 7  | батсман     | Ясен Петров           |
| 3  | олраундър   | Ивайло Дунчев         |
| 1  | олраундър   | Наийм Чудаула         |
| 18 | боулър      | Алаксандър Радивоевич |
| 12 | олраундър   | Стюърт Кларксън       |
| 26 | батсман, УК | Йордан Грозданов      |
| 55 | боулър      | Ринош Матю Томас      |

| №  | Пост       | Играч                 |
| -- | ---------- | --------------------- |
| 10 | боулър     | Стоян Янков (капитан) |
| 99 | батсман    | Милен Павлович        |
| 2  | боулър, УК | Едис Селимински       |
| 8  | боулър     | Атанас Топалов        |
| 5  | олраундър  | Нейтън-Лий Амброуз    |
| 6  | боулър     | Николай Дудин         |
| 11 | олраундър  | Амал Джон             |
| 13 | батсман    | Николай Николов       |

### Сезон 2014
| №  | Пост        | Играч                 |
| -- | ----------- | --------------------- |
| 7  | батсман     | Ясен Петров           |
| 3  | олраундър   | Ивайло Дунчев         |
| 87 | олраундър   | Наийм Чудаула         |
| 18 | боулър      | Алаксандър Радивоевич |
| 12 | олраундър   | Стюърт Кларксън       |
| 26 | батсман, УК | Йордан Грозданов      |
| 13 | боулър      | Ринош Матю Томас      |

| №  | Пост       | Играч                 |
| -- | ---------- | --------------------- |
| 10 | боулър     | Стоян Янков (капитан) |
| 1  | батсман    | Милен Павлович        |
| 27 | боулър, УК | Едис Селимински       |
| 8  | боулър     | Атанас Топалов        |
| 11 | олраундър  | Бенджамин Шахид       |
| 6  | боулър     | Николай Дудин         |
| 9  | олраундър  | Амал Джон             |
| 22 | батсман    | Николай Николов       |

## Национали
Благодарение на добрата си подготовка и показаните добри резултати във вътрешните турнири първият национал на „София“ КК става Ивайло Дунчев, който е взет в Националния отбор по крикет за участие в турнира на ICC Division 3, в Словения. На следващата международна проява Euro Twenty20 Cup в Будапеща в състава е взет и Ясен Петров. След преминаването на Стюърт Кларксън в „София“ КК през 2012 г., националите в състава на „Пиявиците“ стават трима.